# Translokasen
Als Translokasen werden Proteine oder Proteinkomplexe bezeichnet, die aktiv an einer Translokation über eine Biomembran beteiligt sind und je nach Spezifität den Durchtritt von Atomen oder Molekülen durch die Membran oder deren Abtrennung innerhalb der Membran ermöglichen. Sie katalysieren eine Transportreaktion bzw. einen Ortswechsel und werden, wie die Endung -ase andeutet, als Enzyme aufgefasst. Translokasen sind eine eigenständige Enzymklasse im Klassifikationssystem der Enzymkommission der International Union of Biochemistry and Molecular Biology  mit den EC-Nummern: 7.X.X.X.
Ein Beispiel für eine Translokase ist der TOM-Komplex (englisch translocase of the outer mitochondrial membrane) der mitochondrialen Außenmembran. Dieser Transmembran-Transportproteinkomplex katalysiert einen Transport von Peptiden bzw. Proteinen zwischen dem Cytosol und dem mitochondrialen Zellkompartiment.

## Klassifikation
| EC-Nummer  | Translokierter Stoff       | Beispiele     |
| ---------- | -------------------------- | ------------- |
| EC 7.1.-.- | Protonen                   | ATP-Synthase  |
| EC 7.2.-.- | Anorganische Kationen      | Na+/K+-ATPase |
| EC 7.3.-.- | Anorganische Anionen       |               |
| EC 7.4.-.- | Aminosäuren und Peptide    |               |
| EC 7.5.-.- | Kohlenhydrate und Derivate |               |
| EC 7.6.-.- | Sonstiges                  |               |